# ألان دبليو. مارتن
ألان دبليو. مارتن (بالإنجليزية: Allan W. Martin)‏ هو سياسي أمريكي، ولد في 5 أكتوبر 1874، وتوفي في 31 أغسطس 1942. انتخب عضو مجلس نواب فيرمونت.